# Zenica-Doboj kanton
Zenica-Doboj (bosniska: Zeničko-dobojski kanton, kroatiska: Zeničko-dobojska županija) är en kanton i entiteten federationen Bosnien och Hercegovina. Namnet syftar till dess huvudort Zenica samt till staden Doboj, som dock ligger i Republika Srpska. Kantonen är belägen i centrala Bosnien-Hercegovina.

## Administrativ indelning
Zenica-Doboj är uppdelad i följande 10 kommuner: 
- Breza
- Doboj Jug
- Kakanj
- Maglaj
- Olovo
- Tešanj
- Vareš
- Visoko
- Zavidovići
- Zenica
- Žepče
- Usora

## Demografi
Invånarantalet är cirka 364 000 (2013). Majoriteten av dessa är bosniaker (muslimer). Det finns även en stor minoritet av kroater som bor främst i kommunerna Zenica, Žepče, Usora och Vareš. Det finns en liten minoritet av serber som bor främst i Zenica och några mindre områden i Visoko, Zavidovići och Tešanj.
Zenica-Doboj kanton hade 364 433 invånare 2013, varav:
- bosniaker: 299 452 (82,2 %)
- kroater: 43 819 (12,0 %)
- serber: 5 543 (1,5 %)
- övriga: 12 808 (3,5 %)
- ej angiven: 2 811 (0,8 %)